# El caballo de César
El caballo de César (en inglés, The October Horse) es una novela histórica de la escritora australiana Colleen McCullough. Es la sexta de la serie Masters of Rome.

## Argumento
El libro comienza con la campaña egipcia de Julio César en Alejandría, sus batallas finales con los republicanos liderados por Metelo Escipión, Catón el Joven, Tito Labieno y los hermanos Pompeyo en África y España, y el asesinato final de César en los Idus de marzo por parte de Marco Bruto, Cayo Casio Longino y los "libertadores". Las últimas escenas de El caballo de César se dedican a la muerte de Cicerón, la aparición de Octaviano y sus batallas con Marco Antonio, y concluye con la batalla de Filipos.

## Explicación del título
El título original de la novela The October Horse, "El caballo de octubre", se refiere a una peculiar carrera de carros que se celebraba en Roma en los idus de octubre, después de la cual el caballo de la mano derecha del equipo ganador se sacrificaba a los dioses romanos. Luego dos equipos uno desde el Subura y el otro desde la Via Sacra, competían por la cabeza del caballo. Julio César, figurativamente el mejor caballo de guerra de Roma, representa el caballo de octubre en esta novela.

## Personajes enEl caballo de César

### Figuras históricas notables
- Cayo Julio César,
- Cleopatra,
- Marco Antonio,
- Marco Tulio Cicerón,
- Cayo Octavio, más tarde Augusto,
- Marco Emilio Lépido,
- Marco Junio Bruto,
- Cayo Casio Longino,
- Marco Porcio Catón el Joven,
- Cesarión, hijo de Julio César,
- Servilia, amante de César,
- Publio Cornelio Dolabela,
- Tito Labieno,
- Porcia, esposa de Marco Bruto,
- Farnaces II,
- Lucio Julio César,
- Atia, madre de Octavio
- Lucio Marco Filipo, padrastro de Octavio
- Marco Calpurnio Bíbulo

## Algunas familias famosas del final de la República Romana
- Datos: Q3828775